# Захаренко Леонід Павлович
Леонід Павлович Захаренко (20 квітня 1982, с. Садки, Могилів-Подільський район, Вінницька область — 26 лютого 2022, м. Олешки, Херсонська область) — старший солдат Збройних Сил України, учасник російсько-української війни, що загинув у ході російського вторгнення в Україну у 2022 році.

## Життєпис
Народився 20 квітня 1982 року та мешкав в с. Садки Могилів-Подільського району на Вінниччині.
Проходив військову службу на посаді оператора 2 танкового відділу 10 ОМПБ «Полісся» 59 ОМПБр.
Загинув 26 лютого 2022 року у боях з російськими окупантами поблизу міста Олешки на Херсонщині.

## Нагороди
- орден «За мужність» III ступеня (2022, посмертно) — за особисту мужність і самовіддані дії, виявлені у захисті державного суверенітету та територіальної цілісності України, вірність військовій присязі.